# كيم فرازر
كيم فرازر (بالإنجليزية: Kim Frazer) هي لاعبة رماية أسترالية، ولدت في 16 أبريل 1959 في ملبورن في أستراليا.

## وصلات خارجية
- كيم فرازر على موقع الاتحاد الدولي (الإنجليزية)
- كيم فرازر على موقع أوليمبيديا (الإنجليزية)
- كيم فرازر على موقع اللجنة الأولمبية الأسترالية (الإنجليزية)
- كيم فرازر على موقع اتحاد ألعاب الكومنولث (مؤرشف) (الإنجليزية)
- كيم فرازر على موقع دورة ألعاب الكومنولث 2006 (مؤرشف) (الإنجليزية)